# トマス・ハドソン (画家)
トマス・ハドソン（Thomas Hudson、1701年 – 1779年1月26日）は、イングランドの肖像画家。

## 生涯

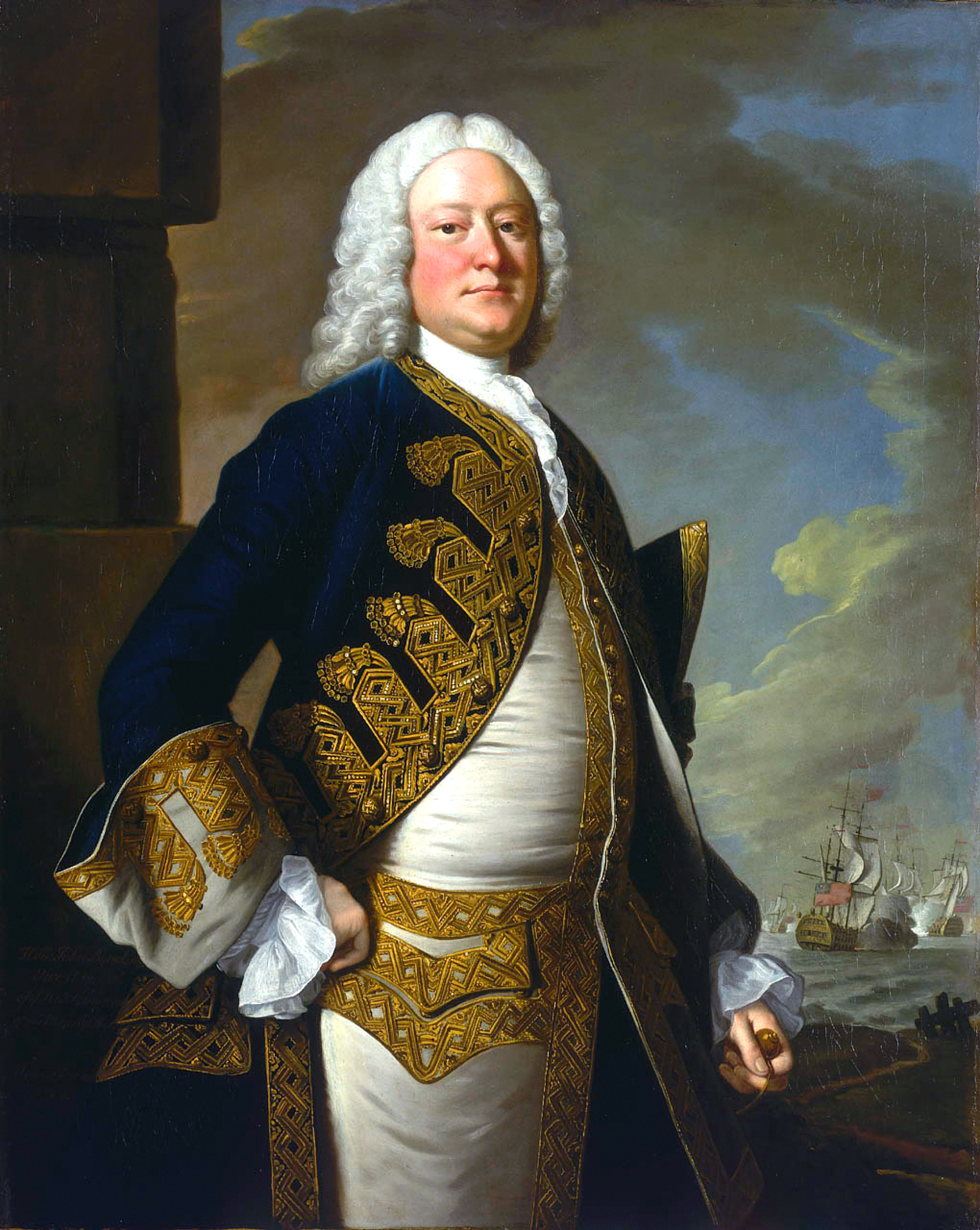
ハドソン画、ジョン・ビングの肖像、1749年。

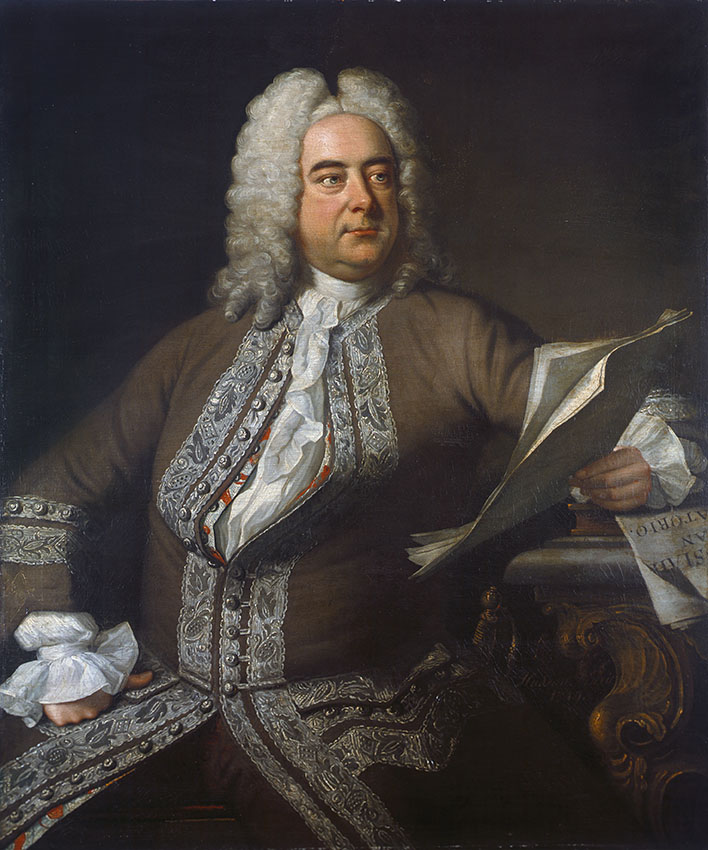
ハドソン画、ゲオルク・フリードリヒ・ヘンデルの肖像、1749年。

ハドソンは、1701年にデヴォン州に生まれた。彼の正確は出生地は知られていない。ハドソンはロンドンで、ジョナサン・リチャードソンに師事したが、1725年以前のいずれかの時点で、意に反してリチャードソンの娘と結婚させられた。
ハドソンが最も多作であった時期は、1740年から1760年にかけてであり、特に1745年から1755年まではロンドンの肖像画家として最も成功した時期であった。
ハドソンは多くの助手を抱え、ひだのある布（ドレーパリー）を専門に描いたジョゼフ・ファン・アーケンも雇っており、さらにジョシュア・レノルズ、ジョセフ・ライトや、やはり布の描写専門だったピーター・トムズも、ハドソンの弟子であった。
ハドソンは、1748年にネーデルラントへ、1752年にはイタリアへ出向いた。1753年にはトゥイッケナムのクロス・ディープ (Cross Deep) に家を求めたが、そこはアレキサンダー・ポープのヴィラからすぐ上流の場所であった。1750年代末には、引退状態になっていた。晩年のハドソンについて、ウィリアム・ヒッキーは、「彼の姿は少々グロテスクであり、背は異常に低く、腹は巨大で、いつも大きな白いモジャモジャのかつらをつけていた。彼は驚くほど機嫌が良く、私が気に入った点のひとつは、彼が私に、自分の近くにいてほしいと何度も言ったことであった。」と記している。ハドソンは、1779年にトゥイッケナムで没した。その膨大な美術品のコレクションは、3度の売り立てに分けて売却された。
ハドソンの作品の多くは、イギリスの様々な美術ギャラリーで見ることができる。ナショナル・ポートレート・ギャラリー、国立海事博物館 (National Maritime Museum)、テート・ギャラリー、孤児院博物館 (Foundling Museum)、ブリストル市立博物館・美術館などが、ハドソンの作品を所蔵している。